# Valsemé
Valsemé ist eine französische Gemeinde mit 264 Einwohnern (Stand 1. Januar 2022) im Département Calvados in der Region Normandie. Sie gehört zum Arrondissement Lisieux und zum Kanton Mézidon Vallée d’Auge. 
Sie grenzt im Nordwesten an Bourgeauville und Beaumont-en-Auge, im Norden an Drubec, im Osten an Clarbec, im Süden an Bonnebosq, im Südwesten an Danestal (Berührungspunkt) und im Westen an Annebault. 

## Weblinks

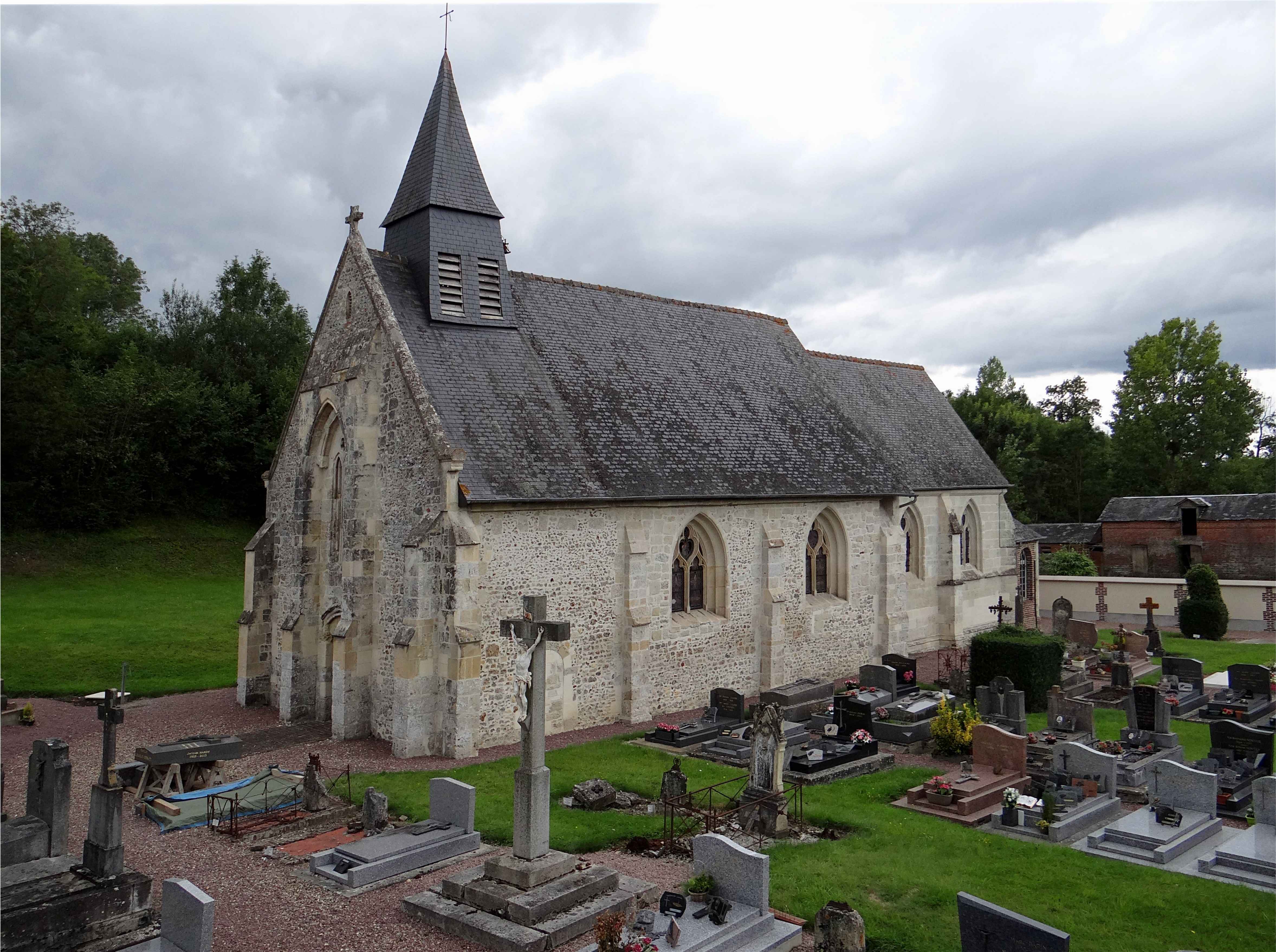
Kirche St-Gabriel

## Bevölkerungsentwicklung
| Jahr      | 1962 | 1968 | 1975 | 1982 | 1990 | 1999 | 2008 | 2015 |
| --------- | ---- | ---- | ---- | ---- | ---- | ---- | ---- | ---- |
| Einwohner | 152  | 143  | 121  | 129  | 184  | 247  | 274  | 276  |